# Masicera cylindrica
Masicera cylindrica là một loài ruồi trong họ Tachinidae.